# 宮城県警察部
宮城県警察部（みやぎけんけいさつぶ）は、戦前の内務省監督下の宮城県が設置した府県警察部であり、宮城県内を管轄区域とする。
1948年（昭和23年）3月6日に廃止となり、宮城県警察部は国家地方警察宮城県本部と仙台市警察などの自治体警察に再編されることになった。

## 沿革
- 1875年（明治8年）11月 宮城県庁に第四課を設置。
- 1879年（明治12年）6月 宮城県警察本署に改称。
- 1886年（明治19年）7月 宮城県警察本部に改称。
- 1890年（明治23年）10月 宮城県警察部に改称。
- 1905年（明治38年）4月 宮城県第四部に改称。
- 1907年（明治40年）7月 宮城県警察部に改称。
- 1917年（大正6年）2月 スキー操法の訓練を実施。
- 1928年（昭和3年）11月 特別高等警察課を設置。
- 1945年（昭和20年）10月 特別高等警察が廃止。

## 組織
1928年（昭和3年）時点
- 警務課
- 特別高等警察課
- 高等警察課
- 保安課
- 刑事課
- 衛生課

## 警察署
1928年（昭和3年）時点
- 仙台警察署
- 塩釜警察署
- 吉岡警察署
- 岩沼警察署
- 大河原警察署
- 亘理警察署
- 角田警察署
- 白石警察署
- 石巻警察署
- 飯野川警察署
- 気仙沼警察署
- 登米警察署
- 佐沼警察署
- 涌谷警察署
- 古川警察署
- 中新田警察署
- 岩出山警察署
- 築館警察署
- 若柳警察署
- 石巻水上警察署

## 歴代部長
| 代 | 官職名                 | 氏名       | 就任日         | 退任日         | 前職                          | 後職                       | 備考                 |
| -- | ---------------------- | ---------- | -------------- | -------------- | ----------------------------- | -------------------------- | -------------------- |
| 1  | 警部長 警察本署長      | 高崎親章   | 1882年2月22日  | 1886年7月20日  | 五等警視                      | -                          |                      |
| 1  | 警部長 警察本部長      | 高崎親章   | 1886年7月20日  | 1886年12月25日 | -                             | 大阪府警部長               |                      |
| 2  | 警部長 警察本部長      | 菅井誠美   | 1886年12月25日 | 1890年10月11日 | 三等警視                      | -                          |                      |
| 2  | 警部長 警察部長        | 菅井誠美   | 1890年10月11日 | 1891年4月2日   | -                             | 神奈川県警部長             |                      |
| 3  | 警部長 警察部長        | 末弘直方   | 1891年4月2日   | 1892年11月1日  | 警視庁三等警視                | 警視庁警視・巡査本部長     |                      |
| 4  | 警部長 警察部長        | 川路利行   | 1892年11月5日  | 1897年4月14日  | 警視庁警視                    | 宮城県書記官・内務部長     |                      |
| 5  | 警部長 警察部長        | 小川弘水   | 1897年4月14日  | 1899年4月8日   | 佐賀県警部長                  | 愛知県警部長               |                      |
| 6  | 警部長 警察部長        | 竹内寿貞   | 1899年4月8日   | 1900年7月5日   | 愛知県警部長                  | 依願免本官                 |                      |
| 7  | 警部長 警察部長        | 浜田恒之助 | 1900年7月5日   | 1902年4月25日  | 石川県警部長                  | 神奈川県警部長             |                      |
| 8  | 警部長 警察部長        | 桜井高尚   | 1902年4月25日  | 1903年1月15日  | 茨城県警部長                  | 和歌山県警部長             |                      |
| 9  | 警部長 警察部長        | 樋脇盛苗   | 1903年1月15日  | 1903年7月16日  | 和歌山県警部長                | 千葉県書記官・内務部長     |                      |
| 10 | 警部長 警察部長        | 白上俊一   | 1903年7月16日  | 1905年4月19日  | 石川県警部長                  | -                          |                      |
| 10 | 事務官 第四部長 警務長 | 白上俊一   | 1905年4月19日  | 1906年7月28日  | -                             | 休職                       |                      |
| 11 | 事務官 第四部長 警務長 | 新妻駒五郎 | 1906年7月28日  | 1907年7月13日  | 千葉県事務官・第四部長        | -                          |                      |
| 11 | 事務官 警察部長 警務長 | 新妻駒五郎 | 1907年7月13日  | 1913年6月13日  | -                             | 兵庫県警察部長             |                      |
| 12 | 警察部長               | 宮崎通之助 | 1913年6月13日  | 1914年4月28日  | 島根県事務官・警察部長        | 北海道庁警察部長           |                      |
| 13 | 警察部長               | 富永鴻     | 1914年4月28日  | 1915年12月11日 | 徳島県警察部長                | 石川県内務部長             |                      |
| 14 | 警察部長               | 三矢宮松   | 1915年12月11日 | 1916年4月28日  | 三重県警察部長                | 京都府警察部長             |                      |
| 15 | 警察部長               | 大塚惟精   | 1916年4月28日  | 1918年1月14日  | 徳島県警察部長                | 神奈川県警察部長           |                      |
| 16 | 警察部長               | 斎藤宗宜   | 1918年1月14日  | 1919年8月21日  | 静岡県警察部長                | 高知県内務部長             |                      |
| 17 | 警察部長               | 藤岡兵一   | 1918年8月21日  | 1920年3月10日  | 群馬県警察部長                | 広島県警察部長             |                      |
| 18 | 警察部長               | 平賀周     | 1920年3月10日  | 1920年9月30日  | 警察講習所教授 兼内務省参事官 | 山形県内務部長             |                      |
| 19 | 警察部長               | 佐藤復三   | 1920年9月30日  | 1921年10月7日  | 富山県警察部長                | 青森県内務部長             |                      |
| 20 | 警察部長               | 中野邦一   | 1921年10月7日  | 1922年10月16日 | 岡山県警察部長                | 京都府警察部長             |                      |
| 21 | 警察部長               | 対馬郁之進 | 1922年10月16日 | 1923年8月21日  | 富山県警察部長                | 福岡県産業部長             |                      |
| 22 | 警察部長               | 稲葉俊太郎 | 1923年8月21日  | 1924年6月27日  | 香川県警察部長                | 休職                       |                      |
| 23 | 警察部長               | 村松武美   | 1924年6月27日  | 1924年12月20日 | 静岡県警察部長                | -                          |                      |
| 23 | 書記官 警察部長        | 村松武美   | 1924年12月20日 | 1926年9月28日  | -                             | 京都府書記官・警察部長     |                      |
| 24 | 書記官 警察部長        | 伊賀良一   | 1926年9月28日  | 1927年5月17日  | 茨城県書記官・警察部長        | 休職                       |                      |
| 25 | 書記官 警察部長        | 中屋重治   | 1927年5月17日  | 1928年2月28日  | 休職台湾総督府州事務官        | 栃木県書記官・警察部長     |                      |
| 26 | 書記官 警察部長        | 万富次郎   | 1928年2月28日  | 1930年8月28日  | 愛媛県書記官・警察部長        | 佐賀県書記官・内務部長     |                      |
| 27 | 書記官 警察部長        | 足立収     | 1930年8月28日  | 1931年11月9日  | 内務事務官                    | 神奈川県書記官・警察部長   |                      |
| 28 | 書記官 警察部長        | 久保田畯   | 1931年11月9日  | 1931年12月24日 | 千葉県書記官・警察部長        | 岐阜県書記官・学務部長     |                      |
| 29 | 書記官 警察部長        | 三井饒     | 1931年12月24日 | 1932年6月30日  | 元岡山県警察部長              | 休職                       |                      |
| 30 | 書記官 警察部長        | 鈴木登     | 1932年6月30日  | 1934年2月19日  | 岡山県書記官・警察部長        | 香川県書記官・内務部長     |                      |
| 31 | 書記官 警察部長        | 中野与吉郎 | 1934年2月19日  | 1935年1月19日  | 福井県書記官・警察部長        | 内務書記官・警保局警務課長 |                      |
| 32 | 書記官 警察部長        | 纐纈弥三   | 1935年1月19日  | 1936年4月22日  | 領事兼内務書記官              | 兵庫県書記官・警察部長     |                      |
| 33 | 書記官 警察部長        | 山内継喜   | 1936年4月22日  | 1937年2月12日  | 山口県書記官・警察部長        | 京都府書記官・警察部長     |                      |
| 34 | 書記官 警察部長        | 井田完二   | 1937年2月12日  | 1939年4月21日  | 三重県書記官・警察部長        | 広島県書記官・警察部長     |                      |
| 35 | 書記官 警察部長        | 龍野喜一郎 | 1939年4月21日  | 1940年7月12日  | 鳥取県書記官・警察部長        | 内閣情報部書記官           |                      |
| 36 | 書記官 警察部長        | 井上文介   | 1940年7月12日  | 1941年6月7日   | 山形県書記官・警察部長        | 奈良県書記官・総務部長     |                      |
| 37 | 書記官 警察部長        | 杭迫軍二   | 1941年6月7日   | 1942年11月1日  | 岐阜県書記官・警察部長        | 京都府官房長               |                      |
| 38 | 部長 警察部長          | 荒川又市   | 1942年11月1日  | 1943年7月1日   | 福井県書記官・経済部長        | 徳島県部長・内政部長       |                      |
| 39 | 部長 警察部長          | 加藤祐三郎 | 1943年7月1日   | 1945年4月1日   | 軍事保護院書記官              | 情報局情報官               |                      |
| 40 | 部長 警察部長          | 神崎広     | 1945年4月1日   | 1945年10月13日 | 岩手県内政部長                | 休職                       |                      |
| 41 | 部長 警察部長          | 工藤鉄太郎 | 1945年10月13日 | 1945年10月27日 | -                             | -                          | 兼任 本務:宮城県部長 |
| 42 | 部長 警察部長          | 保岡武久   | 1945年10月27日 | 1946年4月1日   | 厚生書記官・勤労課長          | -                          |                      |
| 42 | 地方事務官 警察部長    | 保岡武久   | 1946年4月1日   | 1946年12月27日 | -                             | 鹿児島県内務部長           |                      |
| 43 | 地方事務官 警察部長    | 奥田信雄   | 1946年12月27日 | 1948年3月6日   | 宮城県教育民政部長            | 仙台警察管区本部長         |                      |